# Neszlény
Neszlény (szlovákul Nesluša) község Szlovákiában, a Zsolnai kerületben, a Kiszucaújhelyi járásban.

## Fekvése
Zsolnától 13 km-re északra fekszik.

## Története
A falu keletkezéséről nincs pontos adat, csak valószínűsíthető, hogy a 13. században jött létre. Első írásos említése „Nezlusa” néven 1367-ből származik és a Festetics család levéltárában található okiratban szerepel. Nemesi községként nem tartozott egyetlen uradalomhoz sem. 1438-ban „Neszlusa” néven bukkan fel a községről az első nyilvános adat, akkor a budatini uradalom tartozéka volt. Ezt 1592-ben Rudolf császár is megerősítette, ebben az okiratban ismét „Neszlusa” néven említik. 1598-ban 26 ház és egy malom állt a faluban. Plébániáját 1788-ban alapították, azelőtt Kiszucaújhely leányegyháza volt.
A 18. század végén Vályi András így ír róla: „NESZLUSA. Tót falu Trentsén Várm. földes Ura G. Szúnyog Uraság, lakosai katolikusok, fekszik Újhelyhez fél mértföldnyire, határjának nagyobb része soványas.”
Templomát 1814-ben kezdték építeni.
Fényes Elek 1851-ben kiadott geográfiai szótárában így ír a faluról: „Neszlussa, hegyek közt elszórt tót helység, Trencsén vármegyében, 2391 kath. lak., kath. paroch. templommal. Földe igen sovány, de erdeje szép, s sok legelője hasznos. F. u. a budetini uradalom. Ut. p. Zsolna.”
A trianoni békéig Trencsén vármegye Kiszucaújhelyi járásához tartozott.

## Népessége
| Év:            | 1994. | 2004.   | 2014.   | 2024.   |
| -------------- | ----- | ------- | ------- | ------- |
| Emberek száma: | 3228  | 3247    | 3156    | 3191    |
| Eltérés:       |       | +0,58 % | -2,80 % | +1,10 % |

| Év:            | 2023. | 2024.   |
| -------------- | ----- | ------- |
| Emberek száma: | 3210  | 3191    |
| Eltérés:       |       | -0,59 % |

1658-ban 6 pásztor, 4 paraszt és 5 zsellércsalád lakta.
1828-ban 323 házában 2498 lakos élt.
1910-ben 2229 lakosából 2197 szlovák és 5 magyar anyanyelvű lakosa volt.
2001-ben 3235 lakosából 3114 szlovák és 81 cigány volt.
2011-ben 3199 lakosából 3120 szlovák volt.
2021-ben 3165 lakosából 2916 (+10) szlovák, (+1) magyar, 4 (+5) cigány, 19 (+6) egyéb és 226 ismeretlen nemzetiségű volt.

## Neves személyek
- Itt szolgált Mittuch József (1867-1949) római katolikus plébános, iskolafelügyelő.
- Itt szolgált Peter Beňo (1972) szlovák katolikus pap, domonkos-rendi szerzetes, a Nyitrai egyházmegye segédpüspöke.

## Nevezetességei
- Szent Péter és Pál apostolok tiszteletére szentelt római katolikus temploma 1814 és 1816 között épült klasszicista stílusban. Főoltára a 19. század végén, orgonája 1800 körül készült.